# Football Club Torinese 1903-1904
Questa voce raccoglie le informazioni riguardanti il Football Club Torinese nelle competizioni ufficiali della stagione 1903-1904.

## Stagione
Il Torinese viene eliminato dalla Juventus nell'eliminatoria piemontese con il risultato di 3-2.

## Divise
La maglia utilizzata per gli incontri di campionato era a strisce verticali oro-nero.
| Manica sinistra · Manica sinistra · Maglietta · Maglietta · Manica destra · Manica destra · Pantaloncini · Calzettoni |

## Organigramma societario
Area direttiva
- Presidente:

Area tecnica
- Allenatore: Eugène De Fernex

## Rosa
| N. |                        | Ruolo | Calciatore            |
| -- | ---------------------- | ----- | --------------------- |
|    | Inghilterra (bandiera) | P     | George Beaton         |
|    | Italia (bandiera)      | D     | Uberto Cagnassi       |
|    | Italia (bandiera)      | D     | Eugène De Fernex      |
|    | Germania (bandiera)    | D     | Franz Josef Schönbrod |
|    | Italia (bandiera)      | C     | Charles De Fernex     |

| N. |                        | Ruolo | Calciatore        |
| -- | ---------------------- | ----- | ----------------- |
|    | Italia (bandiera)      | C     | Costantino Nicola |
|    | Svizzera (bandiera)    | C     | Albert Weber      |
|    | Inghilterra (bandiera) | A     | Edward Dobbie     |
|    | Germania (bandiera)    | A     | Hugo Mützell      |
|    | Italia (bandiera)      |       | Jean De Fernex    |

## Calciomercato
| Acquisti | Acquisti | Acquisti | Acquisti |
| R.       | Nome     | da       | Modalità |
| -------- | -------- | -------- | -------- |

| Cessioni | Cessioni         | Cessioni | Cessioni      |
| R.       | Nome             | a        | Modalità      |
| -------- | ---------------- | -------- | ------------- |
| P        | Beniamino Nicola |          | fine carriera |
| A        | Guido Beltrami   |          | fine carriera |

## Risultati

### Prima Categoria

#### Eliminatoria piemontese
| Torino 6 marzo 1904, ore 15:00 CET Eliminatoria regionale | Torinese  | 2 – 3 referto | Juventus | Campo di Piazza d'Armi di Torino |
| \| \| \| \| \| ? \| Marcatori \| ? \|                     |           |               |          |                                  |
|                                                           |           |               |          |                                  |
| ?                                                         | Marcatori | ?             |          |                                  |

### Palla Dapples

#### Finale
| Genova 10 gennaio 1904 Finale       | Genoa     | 2 – 0 | Torinese | Campo Sportivo di Ponte Carrega |
| \| \| \| \| \| ? \| Marcatori \| \| |           |       |          |                                 |
|                                     |           |       |          |                                 |
| ?                                   | Marcatori |       |          |                                 |

## Statistiche

### Statistiche di squadra
| Competizione    | Punti | In casa | In casa | In casa | In casa | In casa | In casa | In trasferta | In trasferta | In trasferta | In trasferta | In trasferta | In trasferta | Totale | Totale | Totale | Totale | Totale | Totale | DR |
| Competizione    | Punti | G       | V       | N       | P       | Gf      | Gs      | G            | V            | N            | P            | Gf           | Gs           | G      | V      | N      | P      | Gf     | Gs     | DR |
| --------------- | ----- | ------- | ------- | ------- | ------- | ------- | ------- | ------------ | ------------ | ------------ | ------------ | ------------ | ------------ | ------ | ------ | ------ | ------ | ------ | ------ | -- |
| Prima Categoria | 0     | 1       | 0       | 0       | 1       | 2       | 3       | 0            | 0            | 0            | 0            | 0            | 0            | 1      | 0      | 0      | 1      | 2      | 3      | -1 |
| Palla Dapples   | -     | 0       | 0       | 0       | 0       | 0       | 0       | 1            | 0            | 0            | 1            | 0            | 2            | 1      | 0      | 0      | 1      | 0      | 2      | -2 |
| Totale          | 0     | 1       | 0       | 0       | 1       | 2       | 3       | 1            | 0            | 0            | 1            | 0            | 2            | 2      | 0      | 0      | 2      | 2      | 5      | -3 |

### Statistiche dei giocatori
| Giocatore        | Prima Categoria | Prima Categoria |
| Giocatore        | Presenze        | Reti            |
| ---------------- | --------------- | --------------- |
| G. Beaton        | 1               | -3              |
| U. Cagnassi      | 0               | 0               |
| C. De Fernex II  | 1               | 0               |
| E. De Fernex I   | 1               | 0               |
| J. De Fernex III | 1               | 0               |
| E. Dobbie        | 1               | 0               |
| H. Mützell       | 1               | 0               |
| C. Nicola II     | 1               | 0               |
| F.J. Schönbrod   | 1               | 0               |
| A. Weber         | 1               | 0               |